# Family
Family – brytyjski zespół rockowy z Leicesteru, aktywny w latach 1966–1973. Styl prezentowany przez grupę charakteryzowany był jako rock progresywny, muzycy jednak eksperymentowali z innymi gatunkami, takimi jak rock psychodeliczny, folk, acid rock, jazz-rock i klasyczny rock and roll. Zespół przez cały okres swojego istnienia nie zdobył popularności w Stanach Zjednoczonych, wystąpił jednak na wielu festiwalach rockowych w Wielkiej Brytanii.
Ciągłe zmiany w składzie zespołu doprowadziły do dużego zróżnicowania gatunkowego muzyki grupy na kolejnych albumach. Zespół jest nieraz wspominany we współczesnych publikacjach prasowych jako grupa niesłusznie dziś zapomniana w zestawieniu z innymi zespołami aktywnymi w tamtym okresie i nadal pamiętanymi. Grupa określana była jako „dziwny zespół kochany przez małą, ale inspirującą i wpływową grupę fanów”.

## Skład

### Muzycy

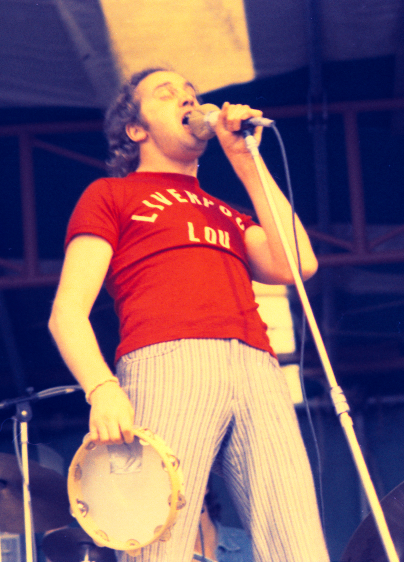
Roger Chapman 1974 r.

- Roger Chapman – śpiew, harmonijka ustna, saksofon tenorowy, instrumenty perkusyjne (1966–1973)
- John „Charlie” Whitney – gitara, sitar, keyboard (1966–1973)
- Jim King – saksofon, harmonijka ustna, tin whistle, pianino, śpiew (1966–1969)
- Ric Grech – gitara basowa, skrzypce, wiolonczela, śpiew (1966–1969)
- Harry Ovenall – perkusja, instrumenty perkusyjne (1966–1967)
- Rob Townsend – perkusja, instrumenty perkusyjne (1967–1973)
- John Weider – gitara basowa, gitara, skrzypce (1969–1971)
- John „Poli” Palmer – keyboard, flet, wibrafon, syntezator (1969–1972)
- John Wetton – gitara basowa, gitara, śpiew (1971–1972)
- Jim Cregan – gitara basowa, gitara (1972–73)
- Tony Ashton – keyboard, akordeon, mellotron, śpiew (1972-1973)

### Muzycy sesyjni
- Dave Mason – keyboard, gitara basowa, gitara (na Music in a Doll’s House)
- Nicky Hopkins – keyboard (na Family Entertainment)

### Producenci
- John Gilbert – Music in a Doll’s House i Family Entertainment (producent wykonawczy)
- Dave Mason – Music in a Doll’s House
- Jimmy Miller – Music in a Doll’s House
- Glyn Johns – Family Entertainment
- George Chkiantz – A Song for Me, Anyway, Fearless, Bandstand, It’s Only a Movie

## Dyskografia

### Albumy studyjne
- Music in a Doll’s House (Reprise, 1968)
- Family Entertainment (Reprise, 1969)
- A Song for Me (Reprise, 1970)
- Anyway (Reprise, 1970)
- Fearless (Reprise, 1971)
- Bandstand (Reprise, 1972)
- It’s Only a Movie (Raft, 1973)

### Kompilacje
- Old Songs New Songs (1971)
- Best Of Family (1974)
- From The Archives (1980)
- Peel Sessions (1989)
- Best Of Family (1990)
- A's & B's (1992)
- A Family Selection (2000)
- The Best of Family & Friends (2002)
- In Their Own Time (2006)

### Single
| Rok  | Tytuł                                         | Pozycja na listach przebojów | Pozycja na listach przebojów | certyfikat RIAA |
| Rok  | Tytuł                                         | UK                           | US                           | certyfikat RIAA |
| ---- | --------------------------------------------- | ---------------------------- | ---------------------------- | --------------- |
| 1967 | Scene Through The Eye Of A Lens Gypsy Woman   | –                            | –                            | -               |
| 1968 | Me My Friend Hey Mr. Policeman                | –                            | –                            | -               |
| 1968 | Old Songs, New Songs Hey, Mr. Policeman       | –                            | –                            | -               |
| 1968 | Second Generation Woman Hometown              | –                            | –                            | -               |
| 1969 | No Mule’s Fool Good Friend Of Mine            | 29                           | –                            | -               |
| 1970 | Today Song For Lots                           | –                            | –                            | -               |
| 1970 | Strange Band The Weaver’s Answer Hung Up Down | 11                           | –                            | -               |
| 1971 | In My Own Time Seasons                        | 4                            | –                            | -               |
| 1971 | Larf & Sing Between Blue and Me               | –                            | –                            | -               |
| 1972 | Burlesque The Rockin’ R’s                     | 13                           | –                            | -               |
| 1973 | My Friend In The Sun Glove                    | –                            | –                            | -               |
| 1973 | Boom Bang Stop This Car                       | –                            | –                            | -               |
| 1973 | Sweet Desiree Drink To You                    | –                            | –                            | -               |
| 1973 | It’s Only A Movie Suspicion                   | –                            | –                            | -               |